# Suzana Lazović
Suzana Lazović (født 28. januar 1992 i Podgorica) er en tidligere kvindelig montenegrinsk håndboldspiller, som optrådte for det montenegrinske landshold. Hun deltog ved VM i håndbold 2011 i Brasilien.

## Meritter med landsholdet
- OL 2012:  Sølv
- EM 2012:  Guld